# Murray-Monolith
Der Murray-Monolith ist eine 370 m (nach anderen Quellen 243 m bzw. 340 m) hohe Felsformation an der Küste des ostantarktischen Mac-Robertson-Lands. Sie liegt dem Torlyn Mountain vorgelagert 6 km östlich des Scullin-Monolithen.
Teilnehmer der British Australian and New Zealand Antarctic Research Expedition (1929–1931) unter der Leitung des australischen Polarforschers Douglas Mawson sichteten die Formation im Januar 1930. Mawson benannte sie nach George John Robert Murray (1863–1942), oberster Richter am Supreme Court of South Australia und Sponsor der Expedition.